# La Vacherie
La Vacherie település Franciaországban, Eure megyében. Lakosainak száma 557 fő (2022. január 1.).

## Népesség
A település népességének változása:
| Lakosok száma | 162  | 279  | 423  | 540  | 560  | 559  | 568  | 565  | 570  | 557  |
|               | 1968 | 1982 | 1990 | 2006 | 2013 | 2015 | 2017 | 2019 | 2020 | 2022 |